# Sochaczew (stacja kolejowa)
Sochaczew – stacja kolejowa w Sochaczewie, w województwie mazowieckim, w Polsce, na międzynarodowej linii kolejowej E20 (Berlin – Kunowice – Poznań – Warszawa – Terespol – Moskwa). Według klasyfikacji PKP ma kategorię dworca regionalnego.

## Ruch pasażerski
| Rok  | Wymiana roczna | Wymiana pasażerska na dobę | Miejsce w Polsce |
| ---- | -------------- | -------------------------- | ---------------- |
| 2017 | 1 460 000      | 4000                       | 61               |
| 2018 | 1 500 000      | 4100                       | 65               |
| 2019 | 2 150 000      | 5900                       |                  |
| 2020 | 1 240 000      | 3400                       | 52               |
| 2021 | 1 420 000      | 3900                       | 56               |
| 2022 | 1 642 500      | 4000-5000                  | 77               |
| 2023 | 1 861 500      | 5100                       |                  |

## Historia
W latach 1900–1902 wybudowano według projektu Czesława Domaniewskiego szerokotorową linię Kolei Warszawsko-Kaliskiej pod zarządem Towarzystwa Kolei Warszawsko-Wiedeńskiej z Warszawy Kaliskiej przez Sochaczew, Łowicz, Łódź Kaliską, Sieradz do Kalisza. W 1914 r. przebudowano rozstaw torów na normalnotorowy, w 1916 zbudowano drugi tor. W 1959 zelektryfikowano odcinek Błonie – Sochaczew. W 1961 r. zelektryfikowano następny odcinek do Kutna (elektryfikację linii E20 ukończono w 1988). W 1992 r. prozpoczęto modernizację odcinka Warszawa – Poznań mającą za zadanie przystosować trasę E20 do jazdy z prędkością 160 km/h.
W 2005 r. powstał projekt budowy kolei dużych prędkości (linia „Y”) Wrocław Główny – Kalisz – Łódź Kaliska – Warszawa Centralna pokrywająca się z przebiegiem Kolei Warszawsko-Kaliskiej.
W 2023 r. dworzec został zmodernizowany.
28 lipca 2023 r. dworzec kolejowy w Sochaczewie został uwieczniony na kartce wydanej przez Pocztę Polską w nakładzie trzech tysięcy sztuk.

## Budynki kolejowe
Na terenie stacji znajduje się szereg budynków, w tym dwa zabytkowe:
- dworzec kolejowy powstały w latach 1900-1902[8] zaprojektowany przez Czesława Domaniewskiego[9][8]
- wieża ciśnień z 1921 roku, remontowana w 1984 roku. Budynek ma wysokość 29 m, kubaturę 1760m³; pojemność zbiorników 230m³. Podzielony jest na 5 kondygnacji o wysokości: I – 7,6 m; II – 4,2 m; III – 3,21 m; IV – 7,83 m; V (poddasze) – 6,8 m.

Trzeci budynek wpisany do rejestru zabytków – wieża kontrolna kolei z 1905 roku, został rozebrany.

## Galeria

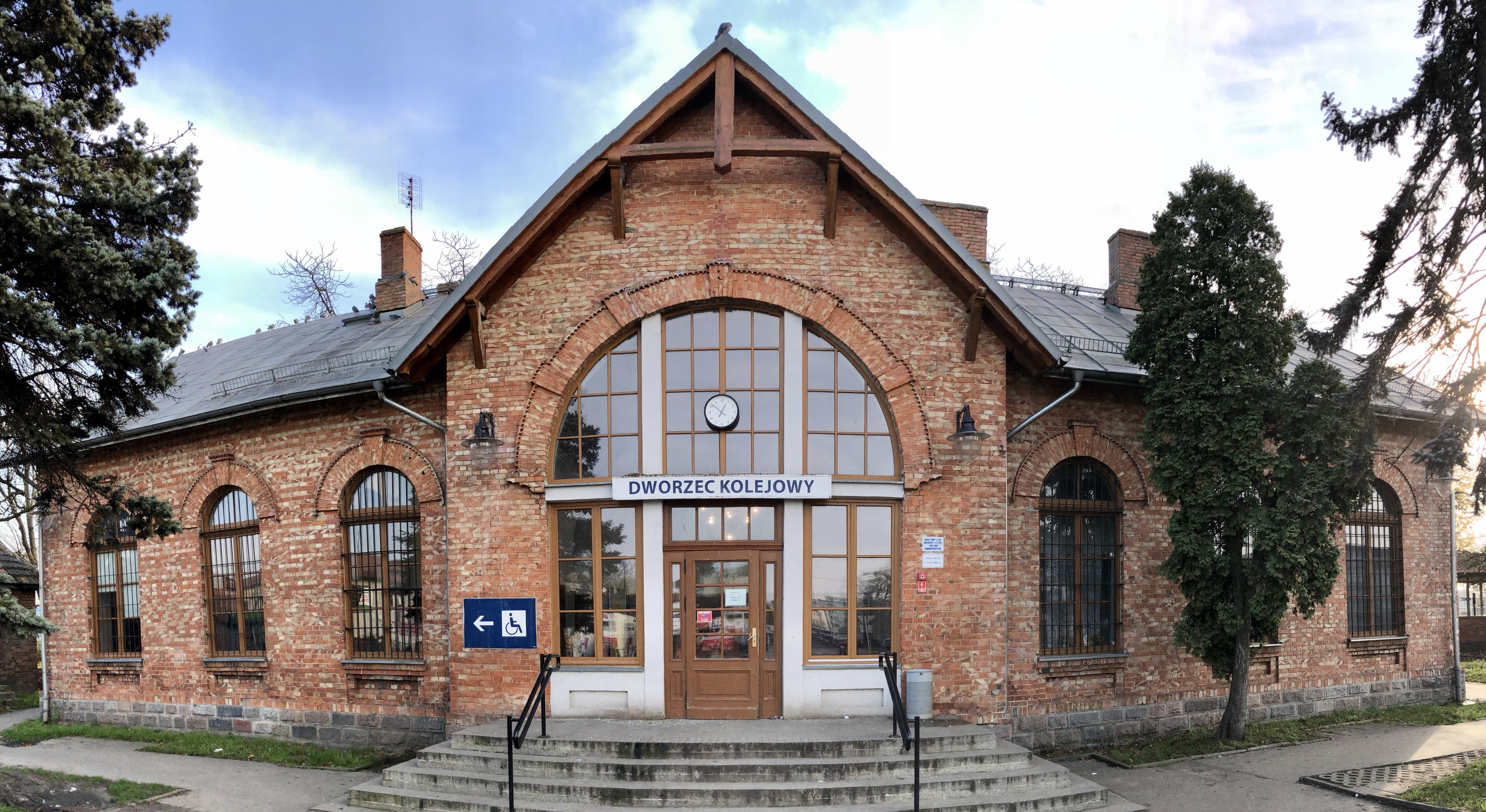
Od strony miasta
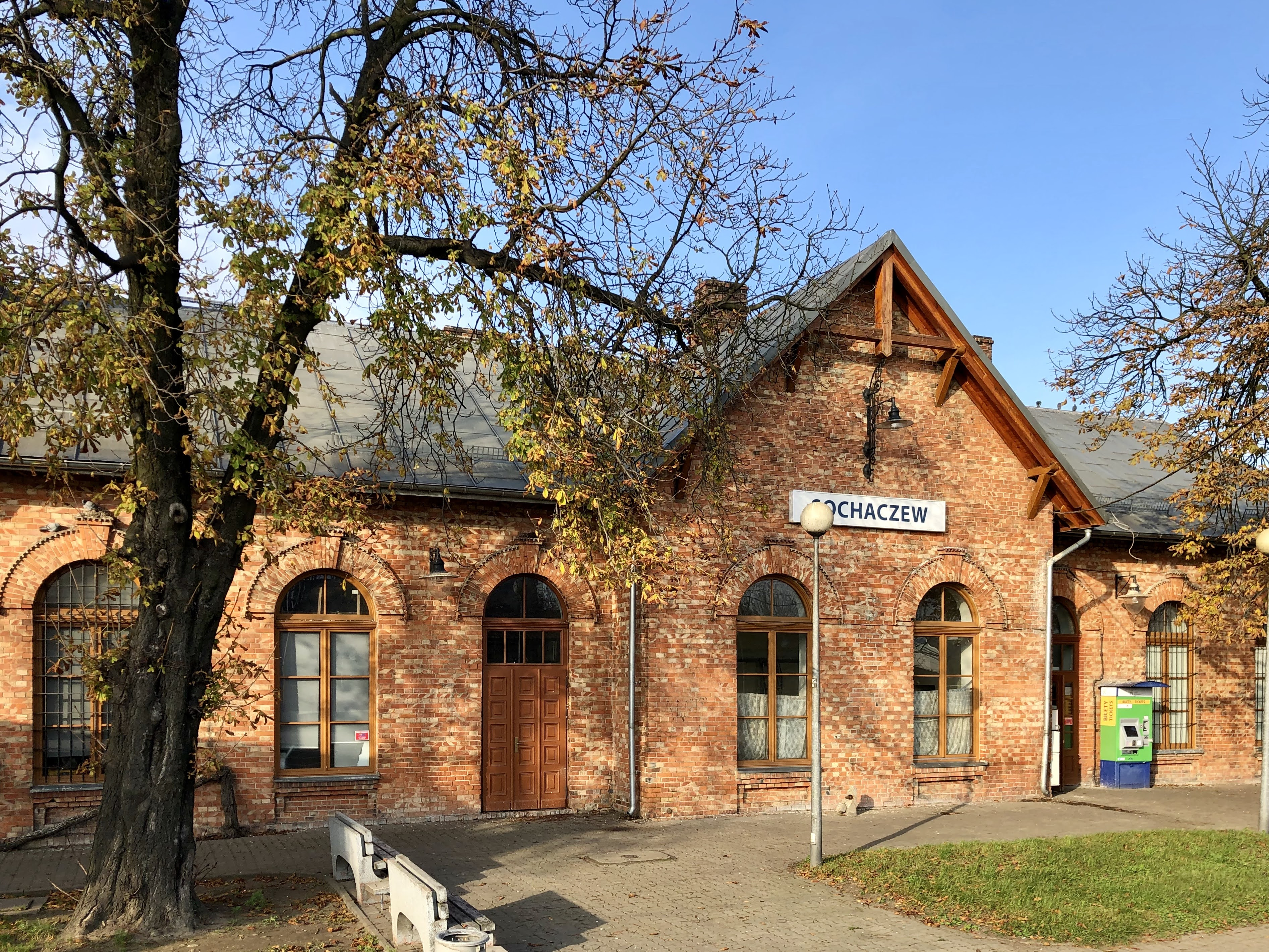
Od strony peronów
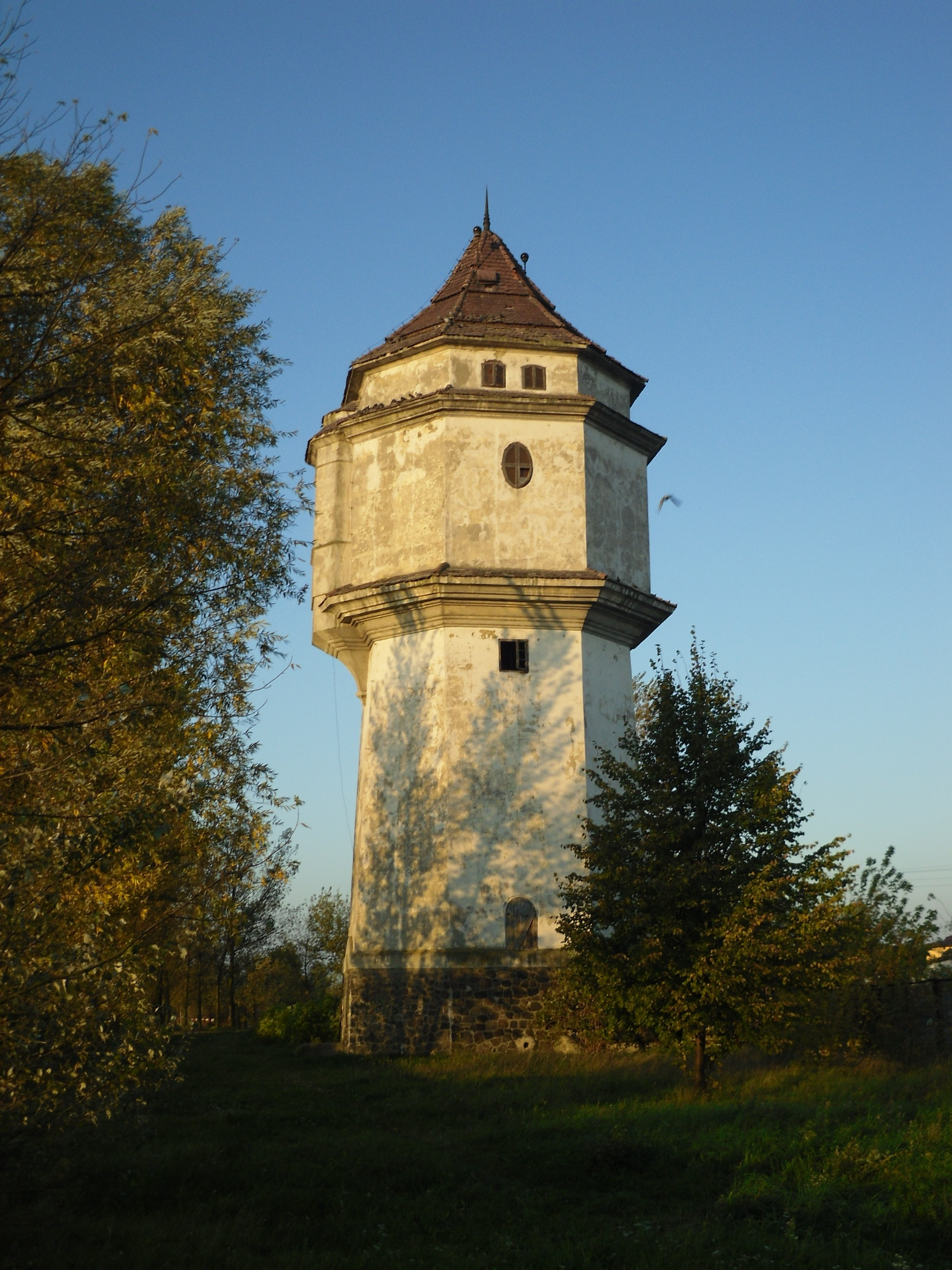
Sochaczew – wieża ciśnień